# República Catalana (1931)
La República Catalana (catalán: República Catalana) fue un Estado proclamado en 1931 por Francesc Macià como "una República Catalana dentro de la Federación Ibérica". Su duración fue muy corta, de tres días.

## Proclamación

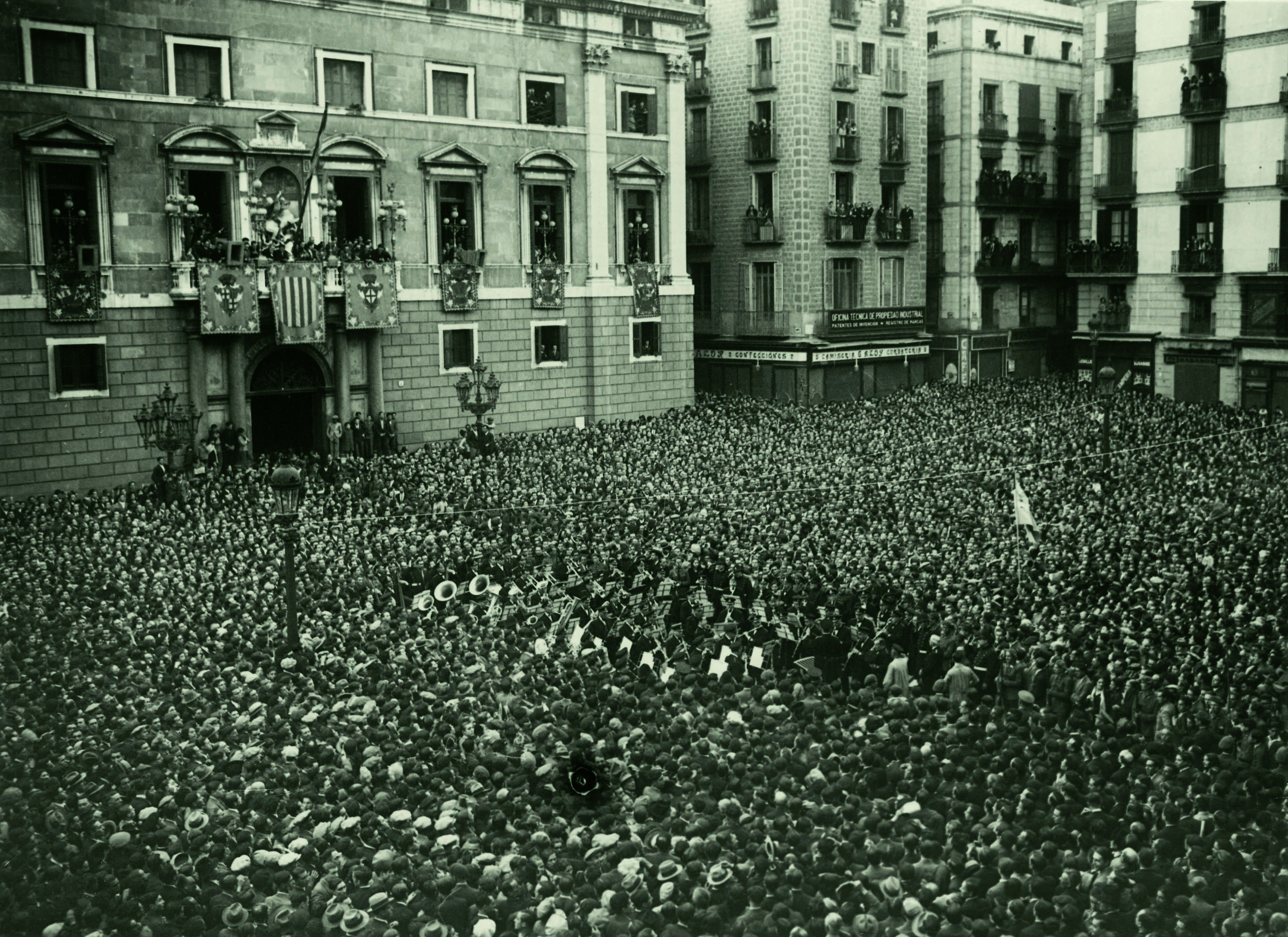
Proclamación de la República en la plaza de San Jaime de Barcelona.

Alrededor de las dos y media de la tarde del 14 de abril de 1931 y desde el balcón del Ayuntamiento de Barcelona, en la plaza de San Jaime, donde ya ondeaban la bandera republicana y la senyera catalana, Francesc Macià, líder de Esquerra Republicana de Cataluña que había obtenido un resonante triunfo en las elecciones municipales celebradas dos días antes, se dirigió a la multitud concentrada en la plaza y proclamó, en nombre del pueblo de Cataluña, "L'Estat Català, que amb tota la cordialitat procurarem integrar a la Federació de Repúbliques Ibèriques". Así pues, antes de que se proclamara la República en Madrid, Macià daba por constituido un Estado catalán y definía la forma de Estado de la nueva República "ibérica" como federal o confederal. A media tarde Macià de nuevo se dirigía a la multitud pero esta vez desde el balcón de la Diputación de Barcelona, situado enfrente del Ayuntamiento en la misma plaza de San Jaime, para comunicarles que había tomado posesión del gobierno de Cataluña, afirmando a continuación que "d'aquí no ens trauran sino morts" ("de aquí no nos sacarán sino muertos"). A continuación firmó un manifiesto en el palacio de la Diputación en que proclamaba de nuevo el "Estat Català" bajo la forma de "una República Catalana", que pedía a los otros "pueblos de España" su colaboración para crear una "Confederació de Pobles Ibèrics".
Inmediatamente Macià empezó ejercer el poder y destituyó al capitán general Despujols, nombrando en su lugar al general López Ochoa y designó nuevo gobernador civil de Barcelona a su compañero de partido Lluís Companys. Asimismo nombró a los miembros de su gobierno, dominado por la Esquerra Republicana de Cataluña, en el que incluyó a un representante del Partido Republicano Radical y otro del PSOE, pero ninguno de la Lliga Regionalista (en la calle algunos gritaban "¡Visca Macià i mori Cambó!") En el gobierno también había representantes de la Unió Socialista de Catalunya y de Acció Catalana Republicana, y Macià llegó a ofrecerle una cartera a la CNT, pero la organización anarcosindicalista rehusó participar alegando su tradicional apoliticismo.
Una tercera declaración de Macià, por escrito como la segunda, se produjo a última hora de la tarde, cuando se supo que la República había sido proclamada en Madrid y el rey Alfonso XIII abandonaba el país, en la que, después de hacer referencia al "Pacto de San Sebastián", se proclamó "La República Catalana com Estat integrant de la Federació Ibèrica". "En realidad, la actuación de Macià iba encaminada a una ruptura con España, proclamando la independencia, y a provocar desde una situación de fuerza el cumplimiento de lo acordado en San Sebastián, la concesión inmediata de una amplia autonomía, que quería federal".

## Disolución

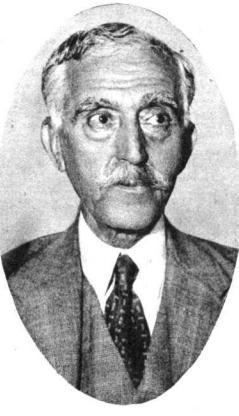
Francesc Macià i Llussà

El recién constituido Gobierno Provisional de la Segunda República Española consideró la proclamación de la “República Catalana” hecha por Francesc Macià en Barcelona el 14 de abril como el problema más inmediato que tenía que afrontar. Así el 17 de abril tres ministros del Gobierno Provisional (los catalanes Marcelino Domingo y Lluis Nicolau d'Olwer, más el socialista Fernando de los Ríos) viajaron a Barcelona donde se entrevistaron con Francesc Macià alcanzando un acuerdo por el que Esquerra Republicana de Cataluña renunciaba a la “República Catalana” a cambio del compromiso del Gobierno Provisional de que presentaría en las futuras Cortes Constituyentes el Estatuto de Autonomía que decidiera Cataluña, previamente “aprobado por la Asamblea de Ayuntamientos catalanes”, y del reconocimiento del gobierno catalán que dejaría de llamarse Consejo de Gobierno de la República Catalana para tomar el nombre Gobierno de la Generalidad de Cataluña recuperando así “el nombre de gloriosa tradición” de la centenaria institución del Principado que fue abolida por Felipe V en los decretos de Nueva Planta de 1714. La nueva Generalidad asumiría las funciones de las cuatro diputaciones catalanas y sería la encargada de organizar una Asamblea con representantes de los Ayuntamientos hasta que no fuera elegida por sufragio universal.
Casi todos los partidos políticos catalanes aceptaron el acuerdo, excepto Estat Català, que acusó a Macià —su antiguo líder— de traidor, y el Bloc Obrer i Camperol, un grupúsculo comunista recién creado, que afirmó que el Gobierno Provisional de Madrid había «aplastado la República Catalana, cuya proclamación fue el acto revolucionario más trascendental llevado a cabo el día 14».
El día 26 de abril el presidente del Gobierno Provisional Niceto Alcalá-Zamora fue aclamado en el viaje que realizó a Barcelona y tres días después el gobierno provisional aprobaba un decreto que establecía la legalidad del uso catalán en los parvularios y en las escuelas primarias, que fue acogido con entusiasmo. Sin embargo a los pocos días se produjo el primer conflicto entre la Generalidad y el Gobierno Provisional cuando el Ministerio de la Gobernación consideró una invasión de sus competencias el decreto publicado el 3 de mayo en el primer número del “Butlletí de la Generalitat de Cataluña” en el que se reorganizaban las instituciones de la Generalidad y se nombraban unos comisarios de la misma en Gerona, Lérida y Tarragona. Un delegado de la Generalidad tuvo que viajar a Madrid para delimitar las competencias entre la Generalidad y el gobierno central.
El proyecto de estatuto para Cataluña, llamado Estatuto de Nuria fue refrendado el 3 de agosto por el pueblo de Cataluña por una abrumadora mayoría (en la provincia de Barcelona, por ejemplo, 175.000 personas votaron a favor y sólo 2.127 en contra; había más de 1.150.000 personas mayores de 21 años en el censo de la provincia, según el INE) y fue presentado a las Cortes Constituyentes por el presidente de la Generalidad Francesc Macià. Pero el Estatuto respondía a un modelo federal de Estado y rebasaba en cuanto a denominación y en cuanto a competencias a lo que se había aprobado en la Constitución de 1931 (ya que el "Estado integral" respondía a una concepción unitaria, no federal), aunque condicionó los debates parlamentarios del “Estado integral” que finalmente se aprobó.